# Peplômero

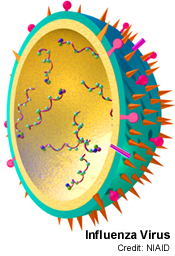
Partícula viral de um vírus Influenza. Na superfície do envelope viral (■) observa-se a presença de peplômeros: (▲) e (●)

Peplômeros (português brasileiro) ou peplómeros (português europeu) (ou espículas) são estruturas proeminentes, geralmente constituídas de glicoproteínas e lipídios, as quais são encontradas expostas na superfície do envelope viral das partículas virais de certos vírus.